# Havrîlova Sloboda, Seredîna-Buda
Havrîlova Sloboda (în ucraineană Гаврилова Слобода) este un sat în comuna Stara Huta din raionul Seredîna-Buda, regiunea Sumî, Ucraina.

## Demografie
Componența lingvistică a localității Havrîlova Sloboda
     Rusă (95,35%)
     Ucraineană (4,65%)
Conform recensământului din 2001, majoritatea populației localității Havrîlova Sloboda era vorbitoare de rusă (95,35%), existând în minoritate și vorbitori de ucraineană (4,65%).